# Вандьер
Вандье́р (фр. Vendières) — коммуна во Франции, находится в регионе Пикардия. Департамент коммуны — Эна. Входит в состав кантона Эссом-сюр-Марн. Округ коммуны — Шато-Тьерри.
Код INSEE коммуны — 02777.

## Население
Население коммуны на 2010 год составляло 153 человека.
| 1962 | 1968 | 1975 | 1982 | 1990 | 1999 | 2010 |
| ---- | ---- | ---- | ---- | ---- | ---- | ---- |
| 166  | 146  | 128  | 123  | 121  | 123  | 153  |

## Экономика
В 2010 году среди 102 человек трудоспособного возраста (15—64 лет) 79 были экономически активными, 23 — неактивными (показатель активности — 77,5 %, в 1999 году было 71,8 %). Из 79 активных жителей работали 75 человек (46 мужчин и 29 женщин), безработных было 4 (1 мужчина и 3 женщины). Среди 23 неактивных 4 человека были учениками или студентами, 9 — пенсионерами, 10 были неактивными по другим причинам.